# Nothosaurus
Genre
Nothosaurus, signifiant « lézard faux », est un genre éteint appartenant à la famille des nothosauridés et regroupant des espèces semi-aquatiques de tétrapodes amniotes sauroptérigiens ayant vécu au Trias de -240 à -210 millions d'années. Des fossiles de Nothosaurus ont été retrouvés en Allemagne, en Suisse (Tessin) et en Égypte.

## Classification
Le genre Nothosaurus est décrit en 1834 par le paléontologue allemand Georg de Münster (1776-1844).

## Présentation
Nothosaurus vivait un peu comme les phoques de notre époque, le plus souvent sous l'eau pour se nourrir de proies aquatiques (sa dentition est adaptée à la capture de poissons), et probablement se hissant sur les plages pour se reposer ou pour pondre, après un accouplement dans l'eau. À terre, il pouvait être (soit comme œuf, soit comme juvénile, soit comme adulte) la proie d'espèces carnivores comme les pseudosuchiens, les thérocéphales ou encore les dinosaures prédateurs qui commençaient à apparaître.
Les nothosaures ressemblaient à des lézards au long cou, pouvant atteindre jusqu'à trois mètres de long grâce à leur longue queue latéralement aplatie, pourvus de courtes pattes palmées et d'une douzaine de dents pointues qui s'imbriquaient les unes dans les autres.

## Liste d'espèces
Selon Paleobiology Database en 2023, le nombre d'espèces est de quatorze sans les quatre nomen dubium :
- †Nothosaurus cristatus Hinz et al., 2019
- †Nothosaurus cymatosauroides Sanz, 1983
- †Nothosaurus edingerae Schultze, 1970
- †Nothosaurus giganteus (Münster, 1834)
- †Nothosaurus haasi Rieppel et al., 1997
- †Nothosaurus hecki Frisch, 1894 et Nomen dubium de Nothosaurus par Rieppel & Wild en 1996
- †Nothosaurus jagisteus Rieppel, 2001
- †Nothosaurus marchicus Koken, 1893
- †Nothosaurus mirabilis Münster, 1834
- †Nothosaurus occiduus (Leidy, 1870)
- †Nothosaurus rostellatus Shang, 2006
- †Nothosaurus schimperi Meyer, 1834 et Nomen dubium de Nothosaurus par Rieppel & Wild en 1996
- †Nothosaurus tchernowi Haas, 1980
- †Nothosaurus unexpectus (Young, 1965) et Nomen dubium de Nothosaurus
- †Nothosaurus venustus Munster, 1834 Holotype perdu : Nomen dubium de Nothosaurus par Rieppel & Wild en 1996
- †Nothosaurus winterswijkensis Albers and Rieppel, 2003
- †Nothosaurus yangjuanensis Jiang et al., 2006
- †Nothosaurus zhangi Liu et al., 2014[1]